# Coussarea duckei
Coussarea duckei är en måreväxtart som beskrevs av Paul Carpenter Standley. Coussarea duckei ingår i släktet Coussarea och familjen måreväxter. Inga underarter finns listade i Catalogue of Life.